# Reality Killed the Video Star
Reality Killed the Video Star é o oitavo álbum de estúdio do cantor britânico Robbie Williams, lançado a 9 de novembro de 2009.
Na Polónia, o disco vendeu mais de 10 mil cópias no primeiro dia e foi certificado Ouro.
No Reino Unido, o disco vendeu mais de 85 mil cópias no primeiro dia, tendo atingido o primeiro lugar das tabelas.
| Críticas profissionais                                                      | Críticas profissionais |
| Avaliações da crítica                                                       | Avaliações da crítica  |
| Fonte                                                                       | Avaliação              |
| --------------------------------------------------------------------------- | ---------------------- |
| The Guardian                                                                | [ 4 ]                  |
| Los Angeles Times                                                           | [ 5 ]                  |
| Financial Times                                                             | [ 6 ]                  |
| The Independent                                                             | [ 7 ]                  |
| BBC                                                                         | (Sem Nota)             |
| The Music Magazine                                                          | [ 9 ]                  |
| The Scotsman                                                                | [ 10 ]                 |
| NME                                                                         | [ 11 ]                 |
| Digital Spy                                                                 | [ 12 ]                 |
| Esta tabela precisa de ser acompanhada por texto em prosa. Consulte o guia. |                        |

## Faixas
1. "Morning Sun" - 4:06
2. "Bodies" - 4:04
3. "You Know Me" - 4:21
4. "Blasphemy" - 4:18
5. "Do You Mind?" - 4:06
6. "Last Days of Disco" - 4:50
7. "Somewhere" - 1:01
8. "Deceptacon" - 5:01
9. "Starstruck" - 5:21
10. "Difficult for Weirdos" - 4:29
11. "Won't Do That" - 4:46
12. "Superblind" - 3:38
13. "Morning Sun" (Reprise) - 1:19
14. "Arizona" (Download digital Bônus somente / Faixa bônus versão japonesa) - 5:38

## Antecedentes
Reality Killed the Video Star foi o único álbum lançado por Williams no período de três anos entre 2006 a 2009. Durante este período, ele trabalhou com diversos produtores, incluindo Guy Chambers, Soul Mekanik, Mark Ronson e Trevor Horn. No entanto, o cantor britânico confirmou em agosto de 2009 em seu site oficial que o álbum inteiro foi produzido por Trevor Horn, e acrescentou que foi gravado em Londres.
Rumores de um novo álbum de estúdio co-escrito com Chambers tinha aparecido no início de 2007, juntamente com os compromissos conhecidos exigidos para Williams completar seu contrato com a EMI. A cantora e compositora britânica Laura Critchley comentou que ela havia cantado os vocais de três músicas, e disse que o LP não seria lançado até 2009. No início, acreditava-se que a Williams tinha reunido com as Chambers, mas foi mais tarde confirmado que a canção "Blasphemy" foi co-escrita pela dupla durante as sessões de gravação do álbum de Williams, Escapology (2002).

## Singles
- A Canção "Bodies" foi lançada como o 1º single oficial do álbum. Premiada na BBC Radio 1 em 4 de Setembro de 2009.[19] Também foi nomeada como um dos melhores singles de 2009 pelo site Popjustice.[20]
- "You Know Me" foi o 2º single retirado do álbum. Foi lançado em 7 de Dezembro de 2009 no Reino Unido[21] e atingiu a 6ª posição na UK Singles Chart.
- "Morning Sun" foi o 3º single retirado do álbum. O video foi lançado em fevereiro, mas o CD single foi lançado em 15 de Março de 2010 para o  no Reino Unido. Morning Sun é o official "Sports Relief 2010". O lucro da gravadora, direitos autorais do artista e com a renda da publicação das vendas digitais no Reino Unido vai para instituições de caridades.[22] No clipe Robbie é um astronauta. UK Singles Chart.